# Konditionstræning
Konditionstræning er en fællesbetegnelse for fysiske øvelser der forbedrer eller vedligeholder en udøvers kondition. Typiske øvelser involverer løbetræning, step og cykling. Øvelserne vil typisk være afmålt i tid, tilbagelagt distance eller kalorieforbrænding. Konditionstræning kan i tilfælde være kombineret med styrketræning.
| Sport | Spire Denne artikel om sport er en spire som bør udbygges. Du er velkommen til at hjælpe Wikipedia ved at udvide den. |